# Jens Adams
Pour les articles homonymes, voir Adams.
Jens Adams (né le 5 juin 1992 à Turnhout) est un coureur cycliste belge. Spécialisé en cyclo-cross, il est champion de Belgique espoirs de cette discipline en 2014.

## Biographie
Jens Adams participz à sa première saison internationale de cyclo-cross en tant que junior (moins de 19 ans) en 2008-2009. La saison suivante, il remporte à Namur le Cyclo-cross de la Citadelle dans cette catégorie d'âge.
Il est membre de l'équipe BKCP-Powerplus de 2011 à 2013. En 2014, il est l'une des recrues de la nouvelle équipe continentale belge Vastgoedservice-Golden Palace. En janvier, il est le vainqueur inattendu du champion de Belgique de cyclo-cross espoirs (moins de 23 ans). Sur route, il gagne le Tour de Namur en 2015.
Chez les élites, il remporte deux victoires sur des cyclo-cross UCI à Illnau en 2016 et Malines en 2024. Il termine à trois reprises dans le top 10 des championnats du monde de cyclo-cross (2019, 2022 et 2024) et une trentaine de fois lors de manches de Coupe du monde. Avec sa deuxième place au Hotondcross de 2016 et une troisième place au Brussels Universities Cross de 2022, il décroche deux podiums sur des manches du Trofee veldrijden.
À partir de la saison 2020, il décide de courir les saisons de cyclo-cross sans appartenir à une équipe avec d'autres coureurs. Il est donc un coureur atypique du peloton roulant avec son propre sponsor qui l'équipe plutôt que d'être dans une structure plus importante,. En 2022, en VTT, il termine troisième du championnat de Belgique de cross-country.
Il arrête sa carrière de coureur en février 2025, à 32 ans.

## Palmarès en cyclo-cross
- 2009-2010
  - Cyclo-cross de la Citadelle juniors
- 2012-2013
  - 5e du championnat du monde espoirs
- 2013-2014
  -  Champion de Belgique de cyclo-cross espoirs
- 2016-2017
  - Radcross Illnau, Illnau-Effretikon
- 2017-2018
  - 6e du championnat d'Europe de cyclo-cross
- 2018-2019
  - 9e du championnat du monde de cyclo-cross
- 2021-2022
  - 6e du championnat d'Europe de cyclo-cross
  - 7e du championnat du monde de cyclo-cross
- 2022-2023
  - 10e de la Coupe du monde
- 2023-2024
  - 6e du championnat du monde de cyclo-cross
- 2024-2025
  - Kleeberg Cross, Malines

## Palmarès sur route

### Par année
- 2010
  - 3e de Remouchamps-Ferrières-Remouchamps
- 2015
  - Tour de Namur :
    - Classement général
    - 3e et 4e (contre-la-montre) étapes

### Classements mondiaux
| Année           | 2015   | 2016   | 2017   |
| --------------- | ------ | ------ | ------ |
| UCI Europe Tour | 1 122e | 1 716e | 1 777e |

## Palmarès en VTT
- 2022
  - 3e du championnat de Belgique de cross-country